# Narusawa

Narusawa (鳴沢村, Narusawa-mura) est un village situé dans le district de Minamitsuru (préfecture de Yamanashi), au Japon.

## Géographie

### Situation
Le village de Narusawa est situé dans le sud de la préfecture de Yamanashi, sur l'île de Honshū, au Japon. En bordure de la préfecture de Shizuoka, il s'étend sur 8 km, d'ouest en est et sur 14,5 km du nord au sud.

## Jumelages
Depuis le 13 juillet 1996, le village de Narusawa est jumelé avec Sellières, une municipalité française,.

## Symboles municipaux
L'arbre symbole du village de Narusawa est l'if du Japon, sa fleur symbole le rhododendron et son oiseau symbole le faisan versicolore.